# Cong
Cong – w starożytnych Chinach wykonywany z nefrytu (rzadziej z kamienia) przedmiot rytualny w kształcie prostopadłościanu z wydrążonym okrągłym otworem. Wywodzący się z archaicznych rekwizytów szamańskich cong stanowił symboliczne wyobrażenie ziemi (w parze z symbolizującym niebo dyskiem bi). Zewnętrzne ścianki pokrywano zazwyczaj abstrakcyjnymi wzorami.
Pierwsze cong pojawiły się w okresie chińskiego neolitu (ok. 5000-2000 p.n.e.), w okresie panowania dynastii Shang i Zhou wykorzystywano je powszechnie przy składaniu ofiar i obrzędach pogrzebowych. Zdaniem niektórych badaczy ich kształt może być dalekim echem archaicznych kultów płodnościowych i pierwotnie służyły one jako puzderko na fallusa.